# Salsola arbusculiformis
Salsola arbusculiformis är en amarantväxtart som beskrevs av Vasiliĭ Petrovich Drobow. Salsola arbusculiformis ingår i släktet sodaörter, och familjen amarantväxter. Inga underarter finns listade i Catalogue of Life.